# Versfot
| Versfot |
| --- |
| - Betydelse – minsta enheten i versbunden lyrik - Innehåll – minst två stavelser – oftast en betonad - Användning – gör lyriken rytmiskt regelbunden, med takt - Exempel – anapest (˘˘—), daktyl (—˘˘), jamb (˘—), spondé (— —), troké (—˘) |

Versfot är den minsta enheten i versbunden lyrik och består av minst två stavelser, varav vanligen en är betonad. Flera versfötter bildar tillsammans en vers. Ett återkommande mönster av versfötter kallas för versmått. Vid recitation uppfattas en versfot som en takt; man kan markera takten med foten vid de betonade stavelserna. 
En versfot som inleds med en betonad stavelse kallas fallande; om den avslutas med den betonade stavelsen kallas den stigande. I skrift brukar obetonad stavelse markeras med båge (˘) och betonad med långt streck (—).

## Historik och varianter
Alla versfötter på upp till fyra stavelser kategoriserades och namngavs först i antikens Grekland. Grekernas versfotslära grundade sig på kvantitet, på skillnaden mellan lång och kort stavelse. I modernare europeisk verslära och den germanska metriken har man övertagit namnen men bygger istället kategoriseringen på kvalitet (betoning), på skillnaden mellan stark och svag ordaccent. I den romanska metriken förekommer dock stavelseräknande verk, där varje versrad förutsätts ha ett visst antal stavelser.
Av grekernas många versfötter är det främst de fem enklaste som används i dag: troké, jamb, daktyl, anapest och spondé. De kan inläras på svenska med hjälp av Alf Henriksons minnesvers:
Havet är fullt av daktyler som lägger sig.
I sömntung jämvikt rörs spondéns boj.
På stranden dansar jamb vid jamb.
Där står fem trokéer stelt på linje.
Anapester till häst rycker fram.
Homeros bildade skola med sina epos Iliaden och Odysséen, skrivna på daktylisk hexameter.

### Accenter
När det gäller spondén är det inte självklart hur den antika versläran ska omtolkas till moderna nordiska språk. Som spondéer brukar man räkna sammansatta ord med två likvärdigt tunga stavelser, till exempel sömntung, helstekt. Men på svenska uttalas sådana ord med grav ordaccent, och om det bara är betoningen som ska räknas, inte kvantiteten, skiljer sig inte sammansatta ord från många andra tvåstaviga ord – jämför till exempel stråle, vemod, gjorde, tvungna . Bland andra Alf Henrikson har menat att tvåstaviga ord med grav accent är bra exempel på spondéer.
Man brukar dock inte skilja mellan akut och grav ordaccent i rikssvensk och norsk verslära, två språk där accenterna förekommer. Ordet skålen har en annan betoning än strålen (i Sverige, inte i Finland). Bägge slagen av ord brukar dock behandlas som trokéer, fast de rytmiskt är lika olika varandra som exempelvis formen och norrmän. Att sådana ordpar accepteras som rim innebär att ljudlikheten är av större vikt än stavelsekvaliteten i svensk vers.

## Svenska versfötter, med exempel inom parentes
De tre stigande versfötterna är:
- jamb:  ˘— (kort–lång; exempel: banal, romans)
- anapest: ˘˘— (paradox, romantik)
- stigande peon: ˘˘˘— (paradoxal, pekoralist)

De tre fallande versfötterna är:
- troké: —˘ (vacker, fågel)
- daktyl: —˘˘ (diktare, sagolik)
- fallande peon: —˘˘˘ (sjöfarare, vikingarna)

Dessutom finns en versfot som varken är stigande eller fallande:
- spondé: — — (jämvikt, sömnig)

Utöver dessa talar man även om cesur. Det är en paus, eller taktvila, i en versrad. Cesur markeras ofta med vertikala så kallade lodstreck (|).

## De grekiska versfötterna
Här är en redovisning av alla de grekiska versfötterna, med svenska ordexempel som kan tänkas passa på dem, både med tanke på betoning och stavelsekvantitet. En versfot behöver givetvis inte vara lika med ett enda enskilt ord.
| Tvåstaviga versfötter           | Tvåstaviga versfötter | ordexempel               |
| ------------------------------- | --------------------- | ------------------------ |
| Pyrrick (dibrachys)             | ˘˘                    | à la (carte)             |
| Jamb                            | ˘—                    | bevis                    |
| Troké (choree)                  | —˘                    | fågel, vanligen tvungna  |
| Spondé                          | — —                   | höghus, möjligen tvungna |
| Trestaviga versfötter           |                       |                          |
| Tribrachys                      | ˘˘˘                   | tabula (rasa)            |
| Anapest                         | ˘˘—                   | poesi                    |
| Amfibrachys (amfibrack)         | ˘—˘                   | betona                   |
| Backius                         | ˘— —                  | polisbil                 |
| Daktyl                          | —˘˘                   | hederlig                 |
| Amfimacer (kretikus, amfimaker) | —˘—                   | sagolikt                 |
| Antibackius                     | — —˘                  | påtala                   |
| Molossus                        | — — —                 | hemvärnsman              |
| Fyrstaviga versfötter           |                       |                          |
| Tetrabrachys (proceleusmatiker) | ˘˘˘˘                  | regula de (tri)          |
| Quartus paeon (4. peon)         | ˘˘˘—                  | artilleri                |
| Tertius paeon (3. peon)         | ˘˘—˘                  | resonera                 |
| Mindre ionicus (dubblad jamb)   | ˘˘— —                 | karaktärsfel             |
| Secundus paeon (2. peon)        | ˘—˘˘                  | besvärliga               |
| Dijamb (dubbeljamb)             | ˘—˘—                  | emellanåt                |
| Antispast                       | ˘— —˘                 | panikångest              |
| Primus epitrit (1. epitrit)     | ˘— — —                | naturvårdslag            |
| Primus paeon (1. peon)          | —˘˘˘                  | rörelserna               |
| Koriamb (korjamb, choriamb)     | —˘˘—                  | operahus                 |
| Ditrochee (upprepad troké)      | —˘—˘                  | obehörig                 |
| Secundus epitrit (2. epitrit)   | —˘— —                 | julimånsken              |
| Större ionicus                  | — —˘˘                 | arvtagare                |
| Tertius epitrit (3. epitrit)    | — —˘—                 | regnbågsfamilj           |
| Quartus epitrit (4. epitrit)    | — — —˘                | vårrengöring             |
| Dispondé (upprepad spondé)      | — — — —               | enmansvalkrets           |